# David Michael Metcalf
David Michael Metcalf (8 maggio 1933 – 25 ottobre 2018) è stato un numismatico britannico.

## Biografia
Metcalf ha ottenuto il dottorato alla Università di Oxford con una dissertazione sulla circolazione monetaria nei Balcani. Ha lavorato dal 1963 all'Ashmolean Museum di Oxford e qui è stato il responsabile dal 1982 al 1998 della Heberden Coin Room. Nel 1996 è diventato professore di numismatica dell'università di Oxford al Wolfson College, dove gli è stato assegnato il titolo di Professor emeritus.
I suoi campi principali di ricerca sono il primo e l'alto medioevo, Bisanzio, gli stati dei crociati e i Balcani. Ha scritto diverse monografie e numerosi documenti. 
Per dieci anni ha condotto la redazione della rivista The Numismatic Chronicle della Royal Numismatic Society, società che ha diretto dal 1994 al 1999 come presidente.
Nel 2007 è diventato membro d'onore della Royal Numismatic Society.

### Pubblicazioni
- (FR) Jean Duplessy David Michael Metcalf, Le trésor de Samos et la circulation monétaire en Orient latin aux XIIe et XIIIe siècles, in Revue belge de numismatique, vol. 108, Bruxelles, 1962,  pp. 174-207.
- (EN) David Michael Metcalf, The origins of the Anastasian currency reforms, Amsterdam, A. M. Hakkert, 1969, SBN TO00939576.
- (EN) David Michael Metcalf, The copper coinage of Thessalonica under Justinian I, Wien, Osterreichische Akademie der Wissenschaften, 1976, SBN MIL0151550.
- (EN) David Michael Metcalf, Coinage in South-Eastern Europe 820-1396, London, Royal Numismatic Society, 1979, SBN LO11366790.

## Onorificenze
Nel 1983 gli è stata assegnata la Sanford Saltus Gold Medal della British Numismatic Society, nel 1987 la Medaglia della Royal Numismatic Society e nel 1991 la Huntington Medal della American Numismatic Society.
Nel 2008 ha ricevuto il Meshorer Numismatic Prize da parte del Museo d'Israele e nel 2008 il Derek Allen Prize della British Academy.